# Natàlia Butúzova
Natàlia Butúzova   (República Socialista Soviètica de l'Uzbekistan, 17 de febrer de 1954) és una ex-tiradora amb arc uzbeka que va competir sota bandera soviètica durant les dècades de 1970 i 1980.
El 1980 va prendre part en els Jocs Olímpics de Moscou, on guanyà la medalla de plata en la prova individual del programa de tir amb arc. El 1988, als Jocs de Seül, va disputar dues proves del programa de tir amb arc. Fou quarta en la prova per equips i divuitena en la prova individual. En el seu palmarès també destaquen dues medalles d'or al Campionat del món de tir amb arc, cinc d'or al Campionat d'Europa de tir amb arc i cinc campionats nacionals (de 1979 a 1983).
Un cop retirada exercí d'entrenadora a l'Uzbekistan i Alemanya.